# Stanton (North Dakota)
Stanton er en amerikansk by og administrativt centrum for det amerikanske county Mercer County i staten North Dakota. I 2000 havde byen et indbyggertal på 345.
47°19′10″N 101°22′57″V / 47.3194°N 101.3825°V